# René Arpin
René Arpin (ur. 7 lipca 1943) – francuski biathlonista. W Pucharze Świata zadebiutował 2 marca 1978 roku w Hochfilzen, gdzie zajął szesnaste miejsce w biegu indywidualnym. Tym samym już w swoim debiucie zdobył pierwsze punkty. Nigdy nie stanął na podium zawodów tego cyklu. W 1969 roku wystąpił na mistrzostwach świata w Zakopanem, gdzie zajął 52. miejsce w biegu indywidualnym i ósme w sztafecie. Był też między innymi szósty w sztafecie podczas mistrzostw świata w Vingrom w 1977 roku oraz siódmy na mistrzostwach świata w Lake Placid cztery lata wcześniej. Indywidualnie najlepszy wynik osiągnął podczas MŚ 1973, zajmując czternaste w biegu indywidualnym. W 1972 roku wystartował na igrzyskach olimpijskich w Sapporo, zajmując 37. miejsce w biegu indywidualnym i 13. miejsce w sztafecie. Brał również udział w igrzyskach w Innsbrucku w 1976 roku, plasując się na 22. pozycji w biegu indywidualnym i siódmej w sztafecie.

## Osiągnięcia

### Igrzyska olimpijskie
| Rok  | Miejscowość | Konkurencje | Konkurencje | Konkurencje | Konkurencje | Konkurencje | Konkurencje | Konkurencje |
| Rok  | Miejscowość | IN          | SP          | PU          | MS          | RL          | MR          | SR          |
| ---- | ----------- | ----------- | ----------- | ----------- | ----------- | ----------- | ----------- | ----------- |
| 1972 | Sapporo     | 37.         | nd.         | nd.         | nd.         | 13.         | nd.         | –           |
| 1976 | Innsbruck   | 22.         | nd.         | nd.         | nd.         | 7.          | nd.         | –           |

### Mistrzostwa świata
| Rok  | Miejscowość | Konkurencje | Konkurencje | Konkurencje | Konkurencje | Konkurencje | Konkurencje | Konkurencje |
| Rok  | Miejscowość | IN          | SP          | PU          | MS          | RL          | MR          | SR          |
| ---- | ----------- | ----------- | ----------- | ----------- | ----------- | ----------- | ----------- | ----------- |
| 1969 | Zakopane    | 52.         | nd.         | nd.         | nd.         | 8.          | nd.         | –           |
| 1971 | Hämeenlinna | 40.         | nd.         | nd.         | nd.         | 9.          | nd.         | –           |
| 1973 | Lake Placid | 14.         | nd.         | nd.         | nd.         | 7.          | nd.         | –           |
| 1974 | Mińsk       | 37.         | 19.         | nd.         | nd.         | 9.          | nd.         | –           |
| 1975 | Anterselva  | 15.         | 20.         | nd.         | nd.         | 11.         | nd.         | –           |
| 1976 | Anterselva  | nd.         | 25.         | nd.         | nd.         | nd.         | nd.         | –           |
| 1977 | Vingrom     | 35.         | 16.         | nd.         | nd.         | 6.          | nd.         | –           |
| 1978 | Hochfilzen  | 16.         | 21.         | nd.         | nd.         | 10.         | nd.         | –           |

### Puchar Świata

#### Miejsca w klasyfikacji generalnej
| Sezon     | Miejsce |
| --------- | ------- |
| 1977/1978 | ?       |

#### Miejsca na podium chronologicznie
Arpin nigdy nie stanął na podium indywidualnych zawodów PŚ.